# London Borough of Tower Hamlets

St Katharine Pier

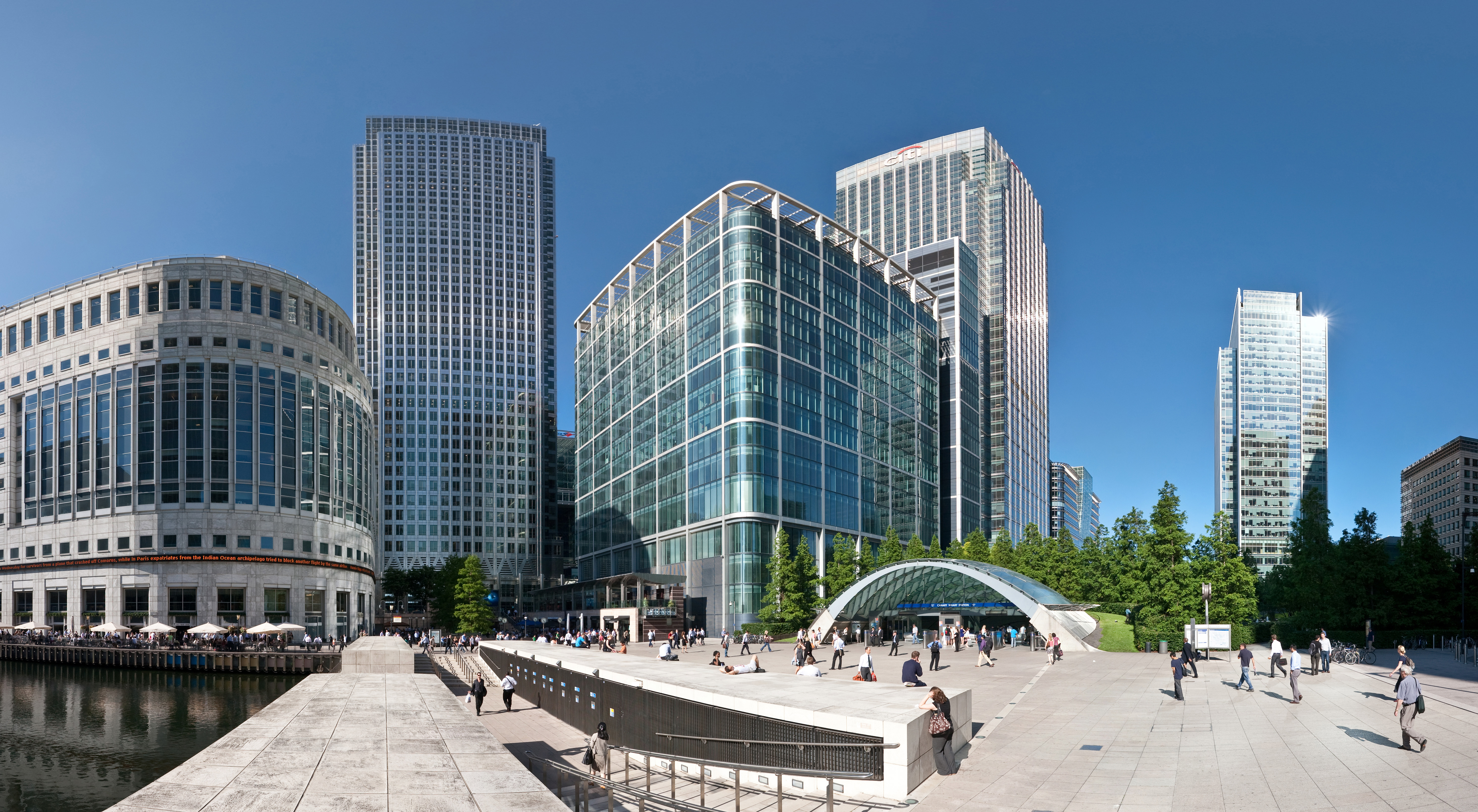
Canary Wharf

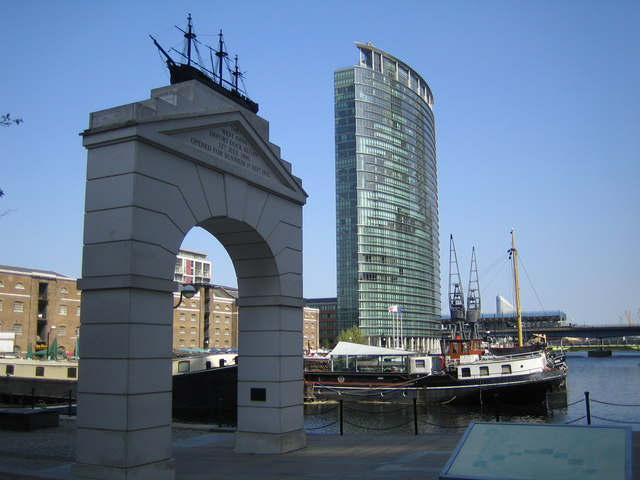
Canary Wharf - The Hibbert Gate

Canary Wharf - City Canal

London Borough of Tower Hamlets – jedna z 32 gmin Wielkiego Londynu położona w jego wschodniej części. Wraz z 11 innymi gminami wchodzi w skład tzw. Londynu Wewnętrznego. Władzę stanowi Rada Gminy Tower Hamlets (ang. Tower Hamlets Council).
Gmina Tower Hamlets była jedną z sześciu pełniących rolę gospodarza Letnich Igrzysk Olimpijskich w 2012 roku.

## Historia
Gminę utworzono w 1965 na podstawie ustawy London Government Act 1963  ze stołecznych gmin Bethnal Green (Metropolitan Borough of Bethnal Green), Poplar (Metropolitan Borough of Poplar) i Stepney (Metropolitan Borough of Stepney), które utworzono w 1900 roku w ramach podziału hrabstwa Londyn (County of London) na 28 gmin.

## Geografia
Gmina Tower Hamlets ma powierzchnię 19,77 km², graniczy od wschodu z Newham,  od zachodu z City, od północy z Hackney, zaś od południa przez Tamizę z Greenwich, Lewisham i Southwark.
W skład gminy Tower Hamlets wchodzą następujące obszary:
| 1. Bethnal Green 2. Blackwall 3. Bow 4. Bromley-by-Bow 5. Cambridge Heath 6. Cubitt Town 7. Canary Wharf 8. Docklands 9. East Smithfield 10. Globe Town 11. Isle of Dogs | 1. Limehouse 2. Mile End 3. Millwall 4. Old Ford 5. Poplar 6. Ratcliff 7. Shadwell 8. Spitalfields 9. Stepney 10. Wapping 11. Whitechapel |

Gmina dzieli się na 20 okręgów wyborczych, które nie pokrywają się dokładnie z podziałem na obszary, zaś mieszczą się w dwóch rejonach tzw. borough constituencies - Bethnal Green and Bow i Poplar and Limehouse.
| - Bethnal Green (Bethnal Green and Bow) - Blackwall and Cubitt Town (Poplar and Limehouse) - Bow East (Bethnal Green and Bow) - Bow West (Bethnal Green and Bow) - Bromley North (Poplar and Limehouse) - Bromley South (Poplar and Limehouse) - Canary Wharf (Poplar and Limehouse) - Island Gardens (Poplar and Limehouse) - Lansbury (Poplar and Limehouse) - Limehouse (Poplar and Limehouse) | - Mile End (Bethnal Green and Bow) - Poplar (Poplar and Limehouse) - Shadwell (Poplar and Limehouse) - Spitalfields and Banglatown (Bethnal Green and Bow) - St Dunstan's (Bethnal Green and Bow) - St Katharine's and Wapping (Poplar and Limehouse) - St Peter's (Poplar and Limehouse) - Stepney Green (Bethnal Green and Bow) - Weavers (Bethnal Green and Bow) - Whitechapel (Bethnal Green and Bow) |

## Demografia

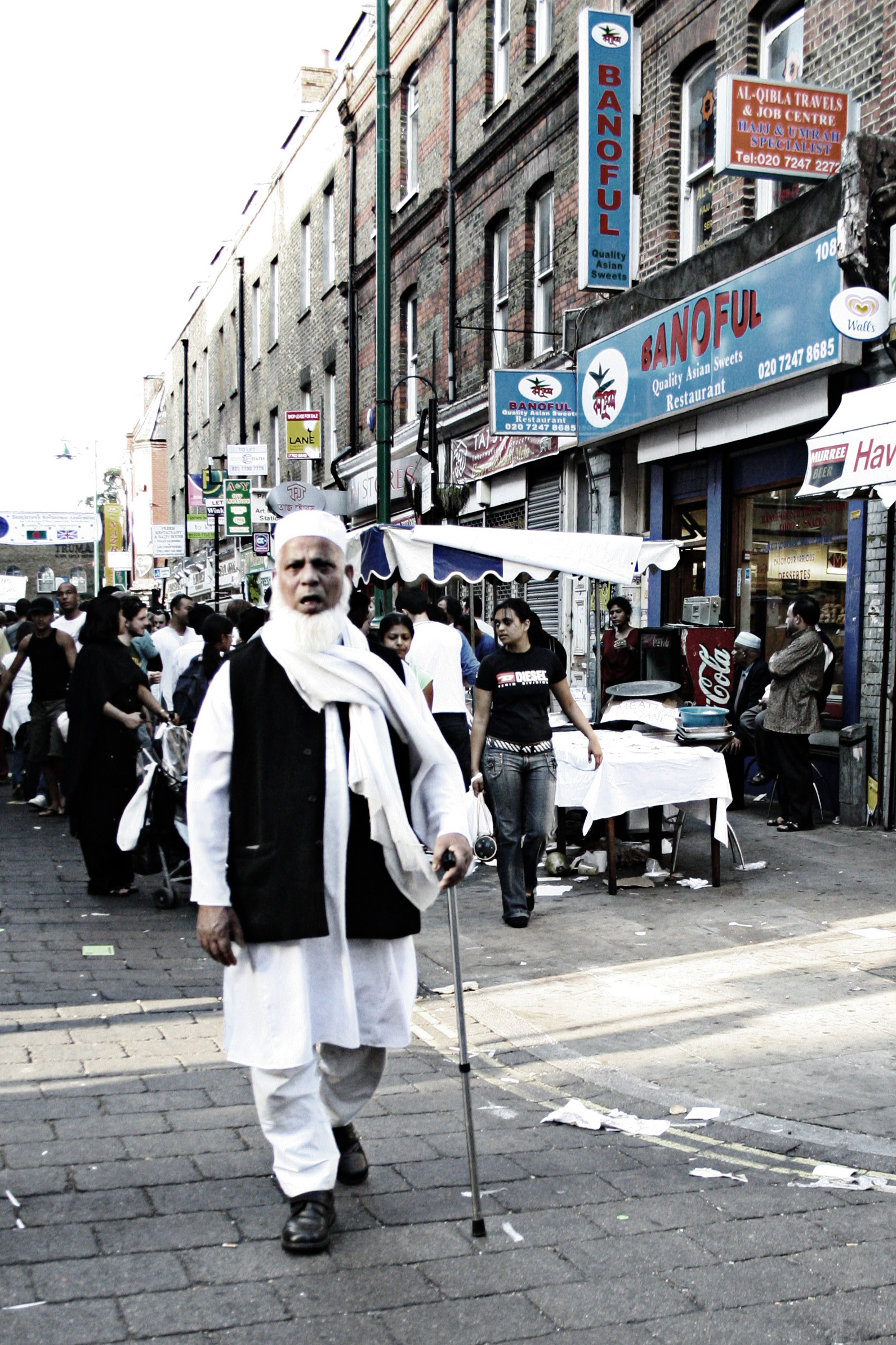
Starszy mężczyzna, pochodzący z Bangladeszu spaceruje po Brick Lane

W 2011 roku gmina Tower Hamlets miała 254 096 mieszkańców.
Do roku 1891 gmina Tower Hamlets była już jednym z najbardziej zaludnionych obszarów w Londynie. W XIX wieku miejscowa populacja zwiększała się o 20% co 10 lat. Budowa doków spowodowała wzrost zapotrzebowania na grunty, w związku z czym ostatnie bagniste obszary na południu zostały osuszone dla budownictwa mieszkalnego i przemysłu. Dostępność taniej siły roboczej przykuła uwagę pracodawców. Mieszkańcy zatrudniani byli głównie w dokach, jak również przy dostawie towarów czy wytwarzaniu lin. Z kolei w północnej części gminy ludność trudniła się głównie tkactwem, produkcją obuwia i mebli. W połowie stulecia rejon charakteryzował się przeludnieniem i ubóstwem. Budowa linii kolejowej spowodowała, że duża liczba ludzi przybyła do Tower Hamlets celem zamieszkania, dodatkowo pod koniec XIX wieku nastąpił masywny przypływ wschodnioeuropejskich Żydów.
Podczas drugiej wojny światowej wiele domów mieszkalnych zostało doszczętnie zniszczonych, bądź uszkodzonych, co zbiegło się w czasie z upadkiem przemysłu oraz zaprzestaniem prac w dokach. W 1944 roku urbanista Patrick Abercrombie opracował plan otwarcia Londynu na nowe miasta. To spowodowało odwrócenie złego losu, wraz z utworzeniem London Docklands Development Corporation, która zapoczątkowała ponowny rozwój przemysłu i budownictwa mieszkaniowego na zdegradowanych obszarach wzdłuż rzeki. W latach 70. XX wieku rozpoczęła się kolejna imigracja z Azji, według spisu ludności w 2001 roku populacja Tower Hamlets wynosiła w przybliżeniu 196 106 osób.
Tower Hamlets zamieszkuje jedna z najmniejszych populacji brytyjskich, spośród wszystkich miast Wielkiej Brytanii. W 2011 roku biali Brytyjczycy stanowili 31,2% populacji, przy czym ogólny odsetek białych ludzi w tym rejonie wynosił 45,2%. Osoby pochodzenia bangladeskiego stanowiący 32% populacji Tower Hamlets, tworzyli największą społeczność mniejszości. Ponadto Tower Hamlets zamieszkuje duża liczba Chińczyków, Wietnamczyków, a także spora grupa ludzi pochodzenia indyjskiego, pakistańskiego, jak również afrykańskiego i karaibskiego.
Dominującymi wyznaniami, wśród mieszkańców Tower Hamlets są: chrześcijaństwo (27,1%) oraz islam (34,5%).
Podział mieszkańców według grup etnicznych na podstawie spisu powszechnego z 2011 roku:
| - Biali Brytyjczycy: 79 231 (31,2%) - Biali Irlandczycy: 3 863 (1,5%) - Podróżnicy irlandzcy: 175 (0,1%) - Pozostali biali: 31 550 (12,4%) - Mieszani Karaibowie: 2 837 (1,1%) - Mieszani Afrykanie: 1 509 (0,6%) - Mieszani Azjaci: 2 961 (1,2%) - Pozostali mieszani: 3 053 (1,2%) - Hindusi: 6 787 (2,7%) | - Pakistańczycy: 2 442 (1,0%) - Bengalczycy: 81 377 (32,0%) - Chińczycy: 8 109 (3,2%) - Pozostali Azjaci: 5 786 (2,3%) - Czarni Afrykanie: 9 495 (3,7%) - Czarni Karaibowie: 5 341 (2,1%) - Pozostali czarni: 3 793 (1,5%) - Arabowie: 2 573 (1,0%) - Pozostałe grupy etniczne: 3 214 (1,3%) |

Podział mieszkańców według wyznania na podstawie spisu powszechnego z 2011 roku:
- Chrześcijaństwo -  27,1%
- Islam – 34,5%
- Hinduizm – 1,7%
- Judaizm – 0,5%
- Buddyzm – 1,1%
- Sikhizm – 0,3%
- Pozostałe religie – 0,3%
- Bez religii – 19,1%
- Nie podana religia – 15,4%

Podział mieszkańców według miejsca urodzenia na podstawie spisu powszechnego z 2011 roku:
| - Wielka Brytania (144 662 – 56,93%) - Bangladesz (38 877 – 15,30%) - Indie (3 889 – 1,53%) - Chiny (3 522 – 1,39%) - Włochy (3 047 – 1,20%) - Francja (3 014– 1,19%) - Somalia (2 925 – 1,15%) - Irlandia (2 862 – 1,13%) - Australia (2 671 – 1,05%) - Polska (2 674 – 1,05%) - Niemcy (2 318 – 0,91%) - Stany Zjednoczone (2 143 – 0,84%) - Hiszpania (2 025 – 0,80%) - Południowa Afryka (1 481 – 0,58%) | - Nigeria (1 269 – 0,50%) - Litwa (1 140 – 0,45%) - Pakistan (1 141 – 0,45%) - Turcja (1 005 – 0,40%) - Portugalia (802 – 0,32%) - Ghana (725 – 0,29%) - Jamajka (741 – 0,29%) - Filipiny (637 – 0,25%) - Rumunia (587 – 0,23%) - Kenia (415 – 0,16%) - Iran (401 – 0,16%) - Zimbabwe (376 – 0,15%) - Sri Lanka (264 – 0,10%) - pozostali (28 483 – 11,21%) |

## Transport

Docklands Light Railway

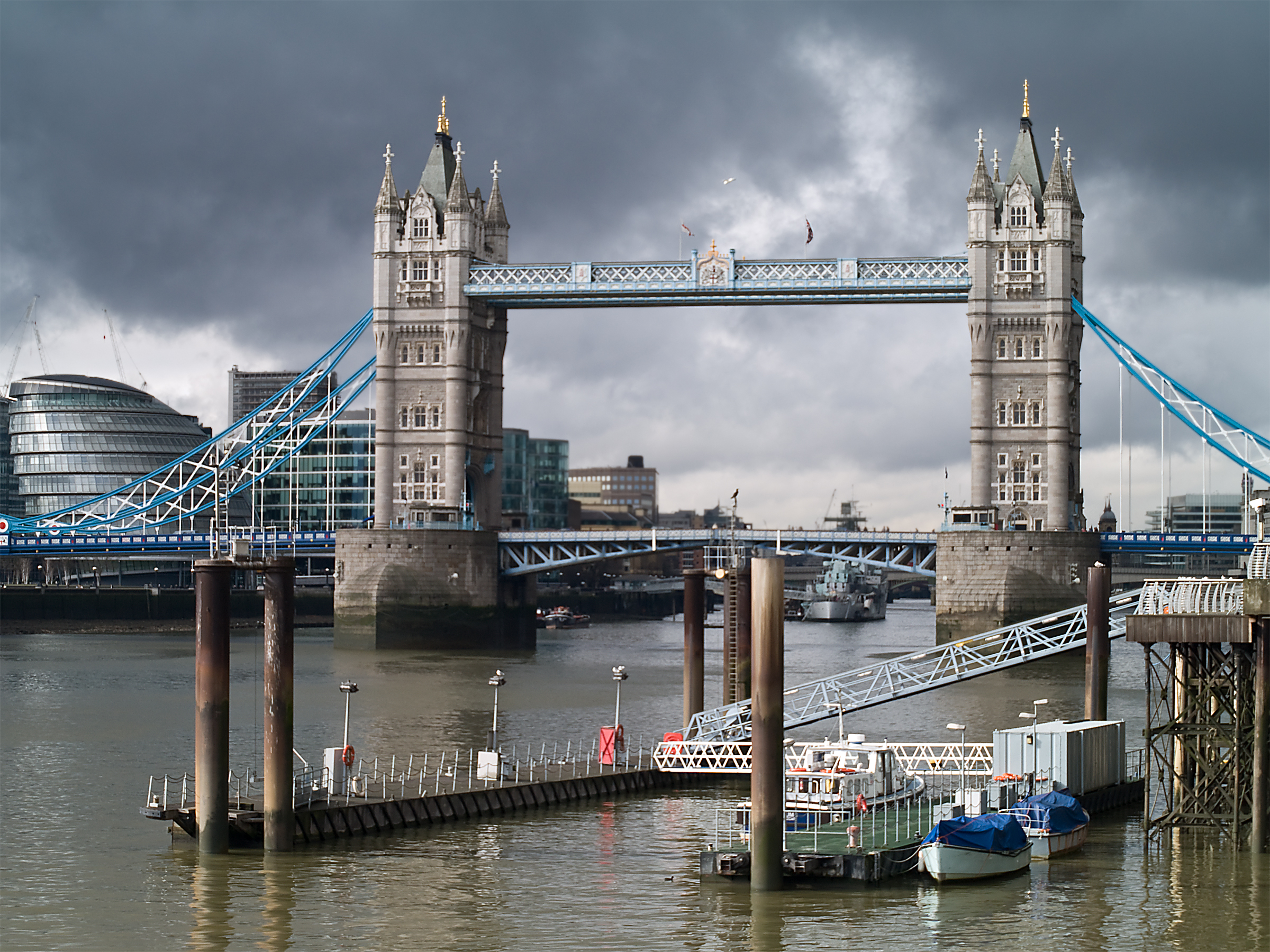
Tower Bridge, widok z St Katharine's Way

Przez dzielnicę Tower Hamlets  przebiega pięć  linii metra: Central Line, Circle Line, District Line, Hammersmith & City Line i Jubilee Line.
Stacje metra:
- Aldgate East  - District Line i Hammersmith & City Line
- Bethnal Green - Central Line
- Bow Road - District Line i Hammersmith & City Line
- Bromley-by-Bow - District Line i Hammersmith & City Line
- Canary Wharf (stacja metra) - Jubilee Line
- Mile End - Central Line i District Line i Hammersmith & City Line
- Stepney Green - District Line i Hammersmith & City Line
- Tower Hill (na granicy z City) - Circle Line i District Line
- Whitechapel - District Line i Hammersmith & City Line

Stacje DLR (Docklands Light Railway):
- All Saints
- Blackwall
- Bow Church
- Canary Wharf DLR
- Crossharbour
- Devons Road
- East India
- Heron Quays
- Island Gardens
- Langdon Park
- Limehouse
- Mudchute
- Poplar
- Shadwell DLR
- South Quay
- Westferry
- West India Quay

Pasażerskie połączenia kolejowe na terenie Tower Hamlets obsługują przewoźnicy c2c, 
National Express East Anglia oraz London Overground
Stacje kolejowe:
- Bethnal Green
- Cambridge Heath
- Limehouse

Stacje London Overground:
- Shadwell
- Shoreditch High Street (na granicy z Hackney)
- Wapping
- Whitechapel

Mosty i tunele:
- Blackwall Tunnel
- Tunel pieszy Greenwich
- Rotherhithe Tunnel
- Tower Bridge

Tramwaje wodne - Thames Clippers
Przystanie:
- Tower Millenium Pier
- Canary Wharf Pier
- Masthouse Terrace Pier

## Sport i czas wolny

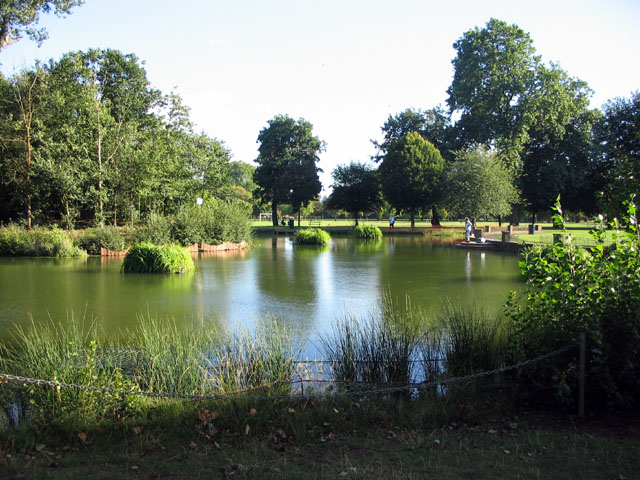
Victoria Park

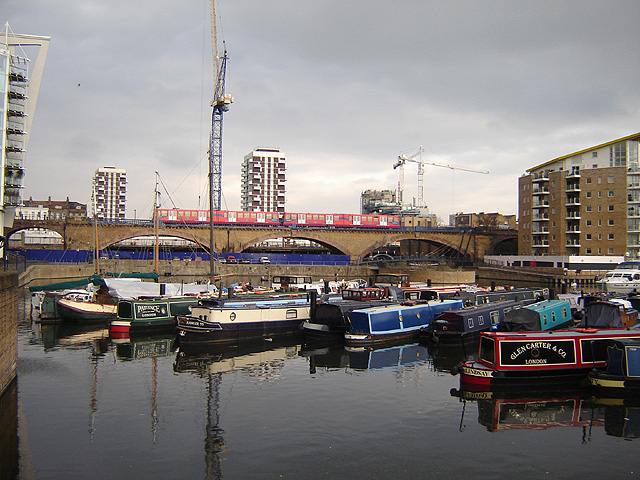
Limehouse Basin

### Parki
Na terenie Tower Hamlets znajduje się ponad 100 parków i otwartych przestrzeni, począwszy od tych ogromnych, po małe ogrody i skwery.
Do najważniejszych należą:
- Mile End Park
- Victoria Park
- Bartlett Park
- Mudchute Park
- Island Gardens
- Tower Hamlets Cemetery
- St George's Gardens

### Zbiorniki wodne
- The River Lee
- Limehouse Cut
- The Regent's Canal
- Limehouse Basin
- The Hertford Union Canal

### Farmy
- Mudchute farm
- Stepping Stones farm

## Miejsca i muzea

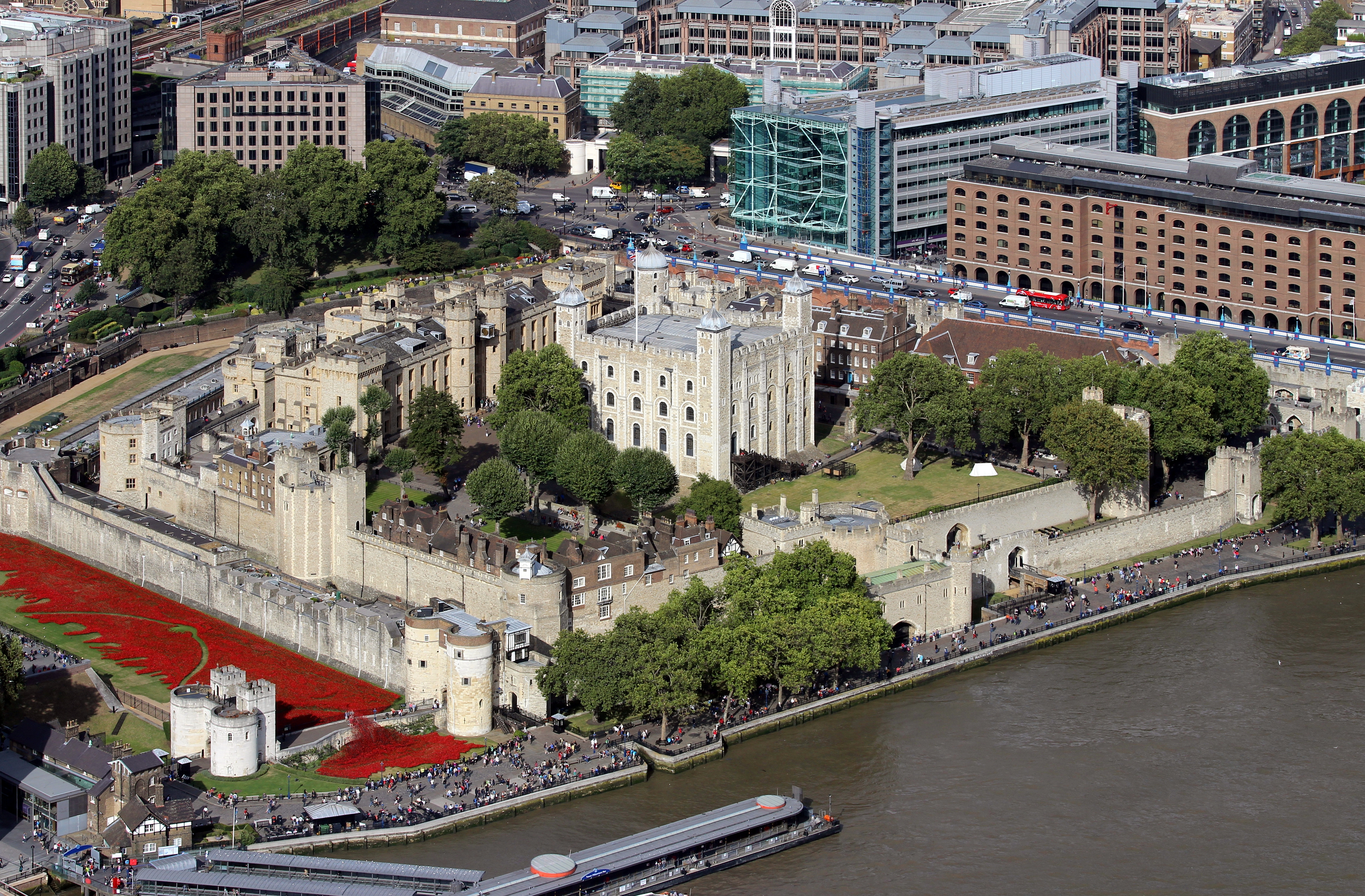
Tower of London

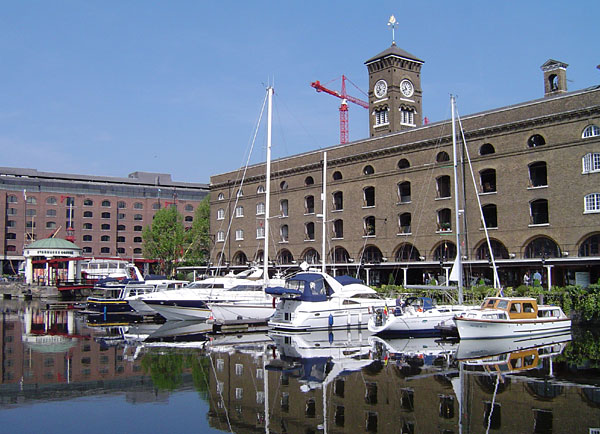
St Katharine docks

- Tower of London
- Tower Bridge
- St Katharine Docks[13], Shadwell Basin
- Canary Wharf
- Island History Trust[14]
- Docklands
- Museum of London Docklands[15]
- Ragged School Museum[16]
- V&A Museum of Childhood[17]
- Whitechapel Art Gallery[18]
- Christ Church, Spitalfields
- cmentarz żydowski przy Brady Street w Londynie
- Old Spitalfields Market (niedaleko City)[19] – w 2011 roku otrzymał nagrodę "Best Private Market" by NABMA (the National Association of British Market)[20]
- tunel pieszy Greenwich

## Letnie Igrzyska Olimpijskie 2012
Część wioski olimpijskiej Letnich Igrzysk Olimpijskich 2012 znajduje się w dystrykcie Bow. Wybudowano tutaj Energy Centre które dostarczało energię elektryczną i cieplną do pobliskich obiektów sportowych, jak też innych okolicznych budynków. Energia jest wytwarzana przy użyciu gazu ziemnego oraz odpadów drzewnych.

## Edukacja

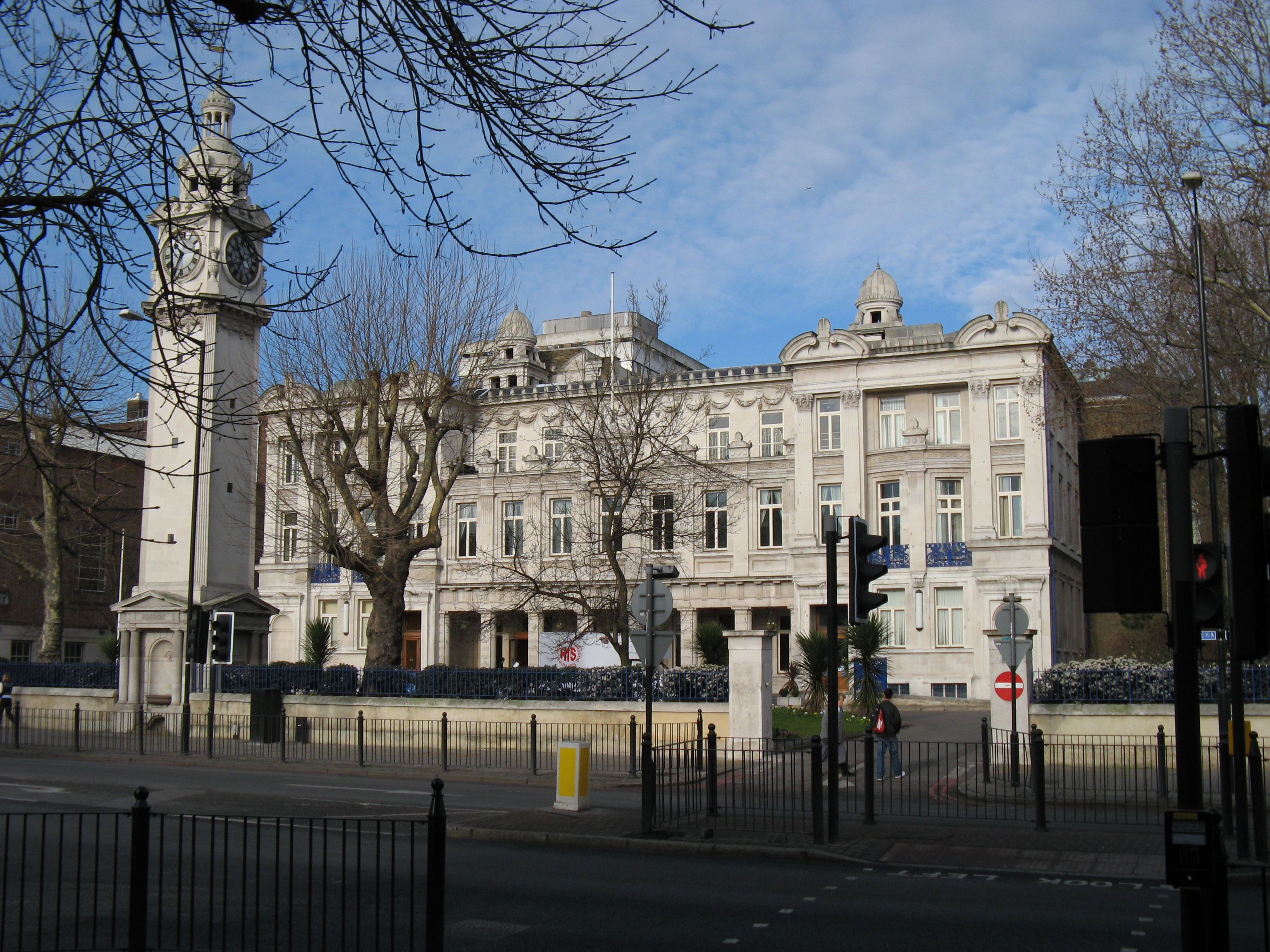
Queen Mary, University of London

W 2009 roku do 107 szkół znajdujących się na terenie Tower Hamlets, uczęszczało 39 474 uczniów.
| Szkoły            | Liczba szkół | Liczba uczniów |
| ----------------- | ------------ | -------------- |
| Przedszkola       | 6            | 551            |
| Szkoły podstawowe | 69           | 22 733         |
| Szkoły średnie    | 15           | 14 493         |
| Szkoły specjalne  | 16           | 280            |
| Szkoły niezależne | 11           | 1 417          |
|                   | 107          | 39 474         |

Na terenie Tower Hamlets znajdują się:
- Queen Mary, University of London[23]
- London Metropolitan University – kilka budynków niedaleko stacji metra Aldgate East, główny budynek znajduje się już w City
- College of Technology London[24]

## Znane osoby
W Tower Hamlets urodzili się m.in.
- Angela Lansbury – aktorka
- Ashley Cole – piłkarz
- Walter Pater – krytyk i pisarz
- Donald Crisp – reżyser i aktor
- Harry Redknapp – trener i były piłkarz
- Dizzee Rascal – raper
- Mary Wollstonecraft – pisarka
- Ledley King – piłkarz
- Steven Berkoff – aktor
- Wiley – raper
- Samantha Fox – piosenkarka
- David Lean – reżyser i producent
- Dan Cruickshank – historyk
- Terence Stamp – aktor
- Arnold Wesker – dramatopisarz
- John Newton – żeglarz i duchowny
- Stanley Black – dyrygent i kompozytor
- Tina Charles – piosenkarka
- Muzzy İzzet – piłkarz

## Współpraca
Miejscowość partnerska:
- Saint-Gilles, Belgia